# Базеличе
Базеличе (итал. Baselice) је насеље у Италији у округу Беневенто, региону Кампанија.
Према процени из 2011. у насељу је живело 1982 становника. Насеље се налази на надморској висини од 621 м.

## Становништво
Према резултатима пописа становништва 2011. у општини је живело 2.555 становника.
| 1931. | 1936. | 1951. | 1961. | 1971. | 1981. | 1991. | 2001. | 2011. |
| ----- | ----- | ----- | ----- | ----- | ----- | ----- | ----- | ----- |
| 3.637 | 3.696 | 4.051 | 3.595 | 3.438 | 3.049 | 3.193 | 2.843 | 2.555 |